# Zgórniak
Zgórniak – część wsi Muchy w Polsce położona w województwie wielkopolskim, w powiecie ostrzeszowskim, w gminie Czajków.
W latach 1975–1998 Zgórniak administracyjnie należał do województwa kaliskiego.